# GP2 német nagydíj
A GP2 német nagydíjat 2005-től 2014-ig rendezték meg, két versenyhelyszínen: a Hockenheimringen és a Nürburgringen. 2007-től váltakoznak a pályák. A francia Olivier Pla és a spanyol Javier Villa kivételével csak korábbi és későbbi forma-1-es pilóta szerzett győzelmet.

## Időmérőedzés nyertesek

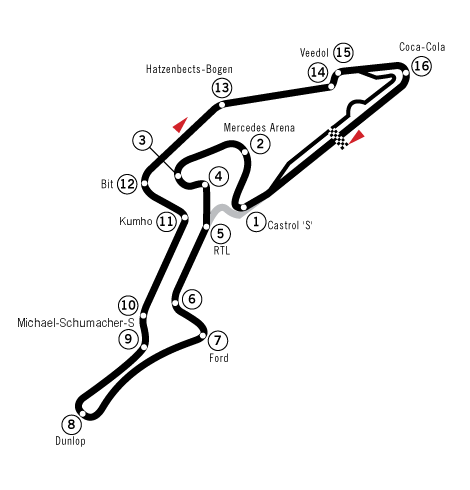
Nürburgring

| Év   | Pálya          | Pilóta              | Csapat               | Idő      | Összefoglaló              |
| ---- | -------------- | ------------------- | -------------------- | -------- | ------------------------- |
| 2005 | Hockenheimring | Nico Rosberg        | ART Grand Prix       | TBA      | 2005-ös GP2 német nagydíj |
| 2006 | Hockenheimring | Gianmaria Bruni     | Trident Racing       | TBA      | 2006-os GP2 német nagydíj |
| 2007 | Nürburgring    | Timo Glock          | iSport International | TBA      | 2007-es GP2 német nagydíj |
| 2008 | Hockenheimring | Giorgio Pantano     | Racing Engineering   | TBA      | 2008-as GP2 német nagydíj |
| 2009 | Nürburgring    | Nico Hülkenberg     | ART Grand Prix       | 1.31:161 | 2009-es GP2 német nagydíj |
| 2010 | Hockenheimring | Charles Pic         | Arden International  | 1.41:638 | 2010-es GP2 német nagydíj |
| 2011 | Nürburgring    | Charles Pic         | Barwa Addax Team     | 1.40:317 | 2011-es GP2 német nagydíj |
| 2012 | Hockenheimring | Giedo van der Garde | Caterham Racing      | 1.44:022 | 2012-es GP2 német nagydíj |
| 2013 | Nürburgring    | Stéphane Richelmi   | DAMS                 | 1.38:487 | 2013-as GP2 német nagydíj |
| 2014 | Hockenheimring | Jolyon Palmer       | DAMS                 | 1.23:383 | 2014-es GP2 német nagydíj |
| 2016 | Hockenheimring | Szergej Szirotkin   | ART Grand Prix       | 1.22:193 | 2016-os GP2 német nagydíj |

## Nyertesek
| Év   | Pálya          | Főverseny nyertese  | Nyertes csapat       | Sprintverseny nyertese | Nyertes csapat       |
| ---- | -------------- | ------------------- | -------------------- | ---------------------- | -------------------- |
| 2005 | Hockenheimring | Nico Rosberg        | ART Grand Prix       | Olivier Pla            | David Price Racing   |
| 2006 | Hockenheimring | Gianmaria Bruni     | Trident Racing       | Timo Glock             | iSport International |
| 2007 | Nürburgring    | Timo Glock          | iSport International | Javier Villa           | Racing Engineering   |
| 2008 | Hockenheimring | Giorgio Pantano     | Racing Engineering   | Karun Chandhok         | iSport International |
| 2009 | Nürburgring    | Nicolas Hülkenberg  | ART Grand Prix       | Nicolas Hülkenberg     | ART Grand Prix       |
| 2010 | Hockenheimring | Pastor Maldonado    | Rapax                | Sergio Pérez           | Barwa Addax Team     |
| 2011 | Nürburgring    | Luca Filippi        | Scuderia Coloni      | Romain Grosjean        | DAMS                 |
| 2012 | Hockenheimring | Johnny Cecotto, Jr. | Barwa Addax Team     | James Calado           | Lotus GP             |
| 2013 | Nürburgring    | Marcus Ericsson     | DAMS                 | Jon Lancaster          | Hilmer Motorsport    |
| 2014 | Hockenheimring | Mitch Evans         | RT Russian Time      | Stefano Coletti        | Racing Engineering   |
| 2016 | Hockenheimring | Szergej Szirotkin   | ART Grand Prix       | Alex Lynn              | DAMS                 |